# Acentrogobius simplex
Acentrogobius simplex är en fiskart som först beskrevs av Sauvage, 1880.  Acentrogobius simplex ingår i släktet Acentrogobius och familjen smörbultsfiskar. Inga underarter finns listade i Catalogue of Life.